# Дворников Микола Миколайович
Микола Миколайович Дворников (біл. Мікалай Мікалаевіч Дворнікаў; 7 грудня 1907, Гомель — 16 лютого 1938, Естремадура), відомий під псевдонімами Герасим, Андрій, Антон, Станіслав Томашевич, Роберт і Петя — білоруський політичний діяч комуністичного спрямування, член Комуністичної партії Західної Білорусі і Комуністичного союзу молоді Західної Білорусі. Учасник Громадянської війни в Іспанії, політрук батальйону імені Хосе Палафокса і командир української роти імені Тараса Шевченка.

## Біографія
Народився 19 грудня 1907 року у Гомелі в робітничій сім'ї. З 1926 року працював на осушенні боліт, на будівництві моста через Сож, Палацу культури залізничників, робітником заводу сільськогосподарського машинобудування «Гомсільмаш».
Член білоруського комсомолу з 1927 року, з 1929 року член ВКП(б). У 1928—1929 роках секретар комсомольської організації заводу «Гомсільмаш», на будівлі якого встановлено меморіальну дошку; в 1929—1931 роки секретар райкому комсомолу. З січня 1931 року член ЦК Комсомолу.

### Підпілля у Західній Білорусі
У 1932 році слухав курси партійної школи ЦК КПЗБ у Мінську, після чого від листопаду 1932 відправлений на підпільну роботу на територію Польщі в Західну Білорусь — секретар Білостоцького, потім Берестейського окружних комітетів КСМЗБ.
У травні-липні 1933 року під керівництвом Дворникова в лісах під Берестям пройшли наради-конференції Берестейського окружного комітету КПЗБ. Було прийнято рішення розпочати широкі акції протесту селян Берестейщини, схвалено план проведення масових походів селян до маєтків поміщиків. Дворников став одним з організаторів збройного виступу селян 3-4 серпня у Кобринському повіті, яке було жорстоко придушене та зрештою закінчилось акціями пацифікації та арештами. Дворников зорганізував масову кампанію на підтримку товаришів, засуджених до смерті за участь у повстанні, як наслідок — пом'якшення вироку.
У листопаді 1933 року включений в Секретаріат ЦК КСМЗБ і почав роботу у Вільно. З жовтня 1935 року продовжує роботу на території Польщі як секретар ЦК КСМЗБ.
Організував замах на агента польської дефензиви Якова Стрельчука, засланого до лав КПЗБ, котрий видав цілу низку членів підпілля. Акція сталася 27 січня 1936 року під час дачі показань Стрільчуком на суді над групою віленських студентів. Дворніков був дублером головного виконавця замаху Сергія Прітицького. При спробі затримання поранив одного з поліцейських і втік.

### Громадянська війна в Іспанії
З 1936 по 1938 роки бився на фронті Громадянської війни в Іспанії на боці республіканців. Під псевдонімом Станіслав Томашевич служив політруком у батальйоні імені Хосе Палафокса, котрий входив до складу XIII польської інтербригади імені Ярослава Домбровського. З кінця 1937 року — перший командир української роти імені Тараса Шевченка, де воювали українські й білоруські інтернаціоналісти з Польщі та інших країн.
Загинув 16 лютого 1938 року в бою з франкістами в горах Естремадури.

## Пам'ять

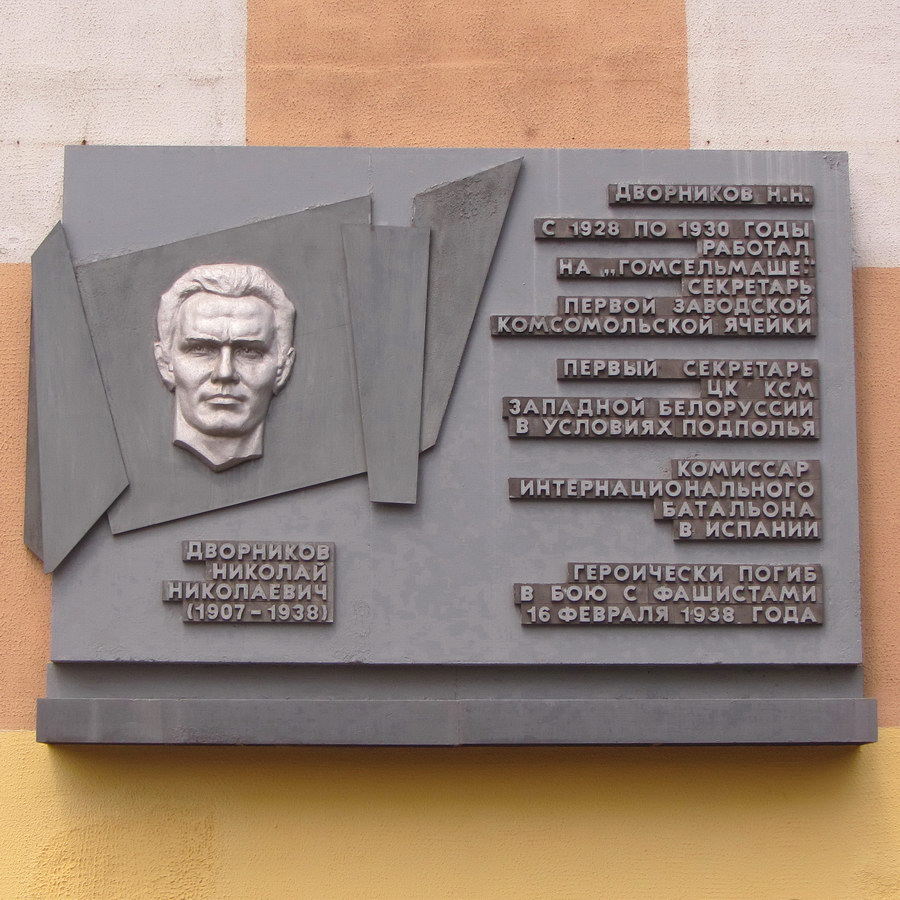
Меморіальна дошка пам'яті Миколи Дворникова на стінах заводу «Гомсельмаш» (Гомель, Білорусь). Встановлена 1970 року.

У 1978 році увічнений у поемі його товариша по підпіллю Максима Танка «Мікалай Дворнікаў».
Його ім'ям названо вулиці в Гомелі та Бресті.